# CyberCash
CyberCash, Inc. је била услуга интернет плаћања за електронску трговину, са седиштем у Рестону у Вирџинији. Основали су га у августу 1994. Данијел Си. Линч (који је био председник), Вилијам Н. Мелтон (који је био председник и извршни директор, а касније и председник), Стив Крокер (главни технолошки директор) и Брус Г. Вилсон. Компанија је у почетку обезбедила софтвер за онлајн новчаник потрошачима и обезбедила софтвер трговцима за прихватање плаћања кредитним картицама. Касније су додатно понудили „CyberCoin“, систем микро плаћања по узору на истраживачки пројекат NetBill на Универзитету Карнеги Мелон, који су касније лиценцирали.
У то време, америчка влада је имала краткотрајно ограничење на извоз криптографије, што је учинило незаконитим пружање технологије шифровања изван Сједињених Држава. CyberCash је добио изузеће од Стејт департмента, који је закључио да би било лакше креирати технологију шифровања од нуле него да је извуче из CyberCash-овог софтвера.
Године 1995. компанија је предложила РФЦ 1898, CyberCash Credit Card Protocol Version 0.8. Компанија је изашла на берзу 19. фебруара 1996. године са симболом "CYCH" и њене акције су порасле за 79% првог дана трговања. Године 1998. CyberCash је купио ICVerify, произвођача компјутерског софтвера за обраду кредитних картица,  а 1999. је додао још једну софтверску компанију својој линији, купујући Tellan Softwar.  У јануару 2000. године, тинејџерски руски хакер под надимком „Макус“ објавио је да је провалио CyberCash's ICVerify апликацију. кКмпанија је ово демантовала, наводећи да ICVerify чак није ни у употреби од стране наводно хаковане организације.
Дана 1. јануара 2000. многи корисници CyberCash-ове ICVerify апликације постали су жртве Y2K грешке, што је изазвало двоструко снимање плаћања кредитном картицом кроз њихов систем. Иако је CyberCash већ објавио ажурирање софтвера у складу са Y2K, многи корисници га нису инсталирали.

## Стечај
Компанија је 11. марта 2001. поднела захтев за стечај према поглављу 11. Verisign је купио Cybercash средства (осим за ICVerify) и име неколико месеци касније. 21. новембра 2005. PayPal (већ eBay компанија) је купио VeriSign-ове услуге плаћања, укључујући Cybercash.